# Nedre Polesien Nationalpark
Nedre Polesien Nationalpark (ukrainsk: Національний природний парк «Мале Полісся») er en nationalpark i Khmelnytskyj oblast, Ukraine, oprettet i 2013. Parken der er på 87,62 km2  er en  del af Polisien-regionen  og omfatter flere søer og vådområder samt dele af floddale Gorin, Vilia, Gnylyi Rih.

## Flora og fauna
Nedre Polesien er et paradis for fugle - der er 186 arter af dem, inklusive dem, der er unikke for området. Pattedyr er repræsenteret af omkring 33 arter, blandt dem 4 arter fra den europæiske rødliste (Alburnoides bipunctatus, carusse, havørn, sort glente) og 101 arter på  Bern-konventionens Bilag2  (strengt beskyttede dyrearter), 11 arter opført i Ukraines rødliste, herunder: grævling, trane, og odder. Parkens søer og floder byder på 18 fiskearter samt padder.